# 布迪謝 (諾夫霍羅德-錫韋爾斯基市鎮)
52°12′13″N 33°11′24″E / 52.20361°N 33.19000°E
布迪謝（羅馬化：Budyshche）是烏克蘭北部切爾尼戈夫州諾夫霍羅德-錫韋爾斯基區諾夫霍羅德-錫韋爾斯基市鎮的村莊，面積0.96平方公里，海拔高度177米，2001年人口266，人口密度每平方公里277.08人。